# Venusfigurinen von Andernach

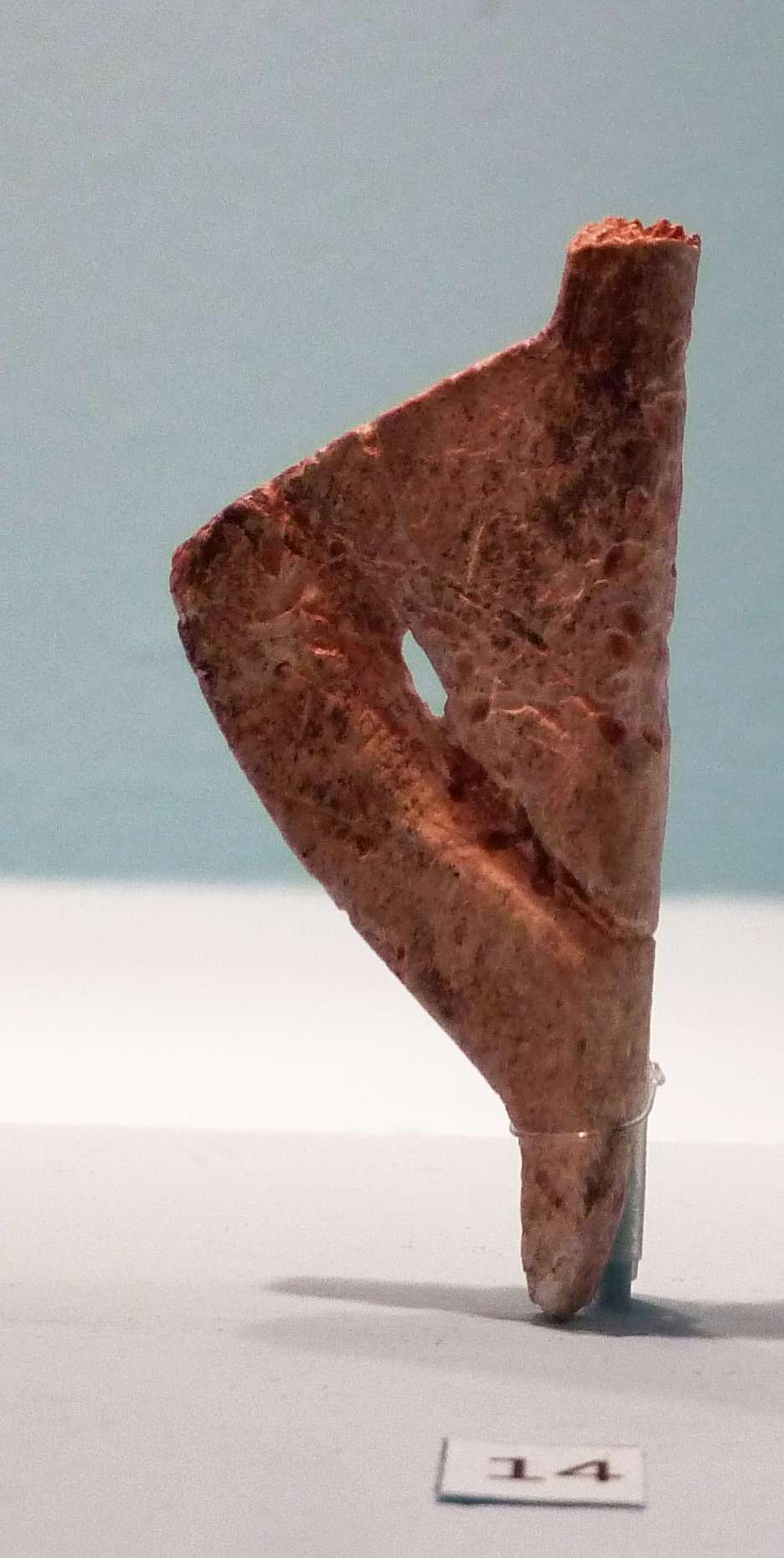
Kopie einer Venusfigurine aus Andernach, Höhe: 4,7 cm, LVR-Landesmuseum Bonn

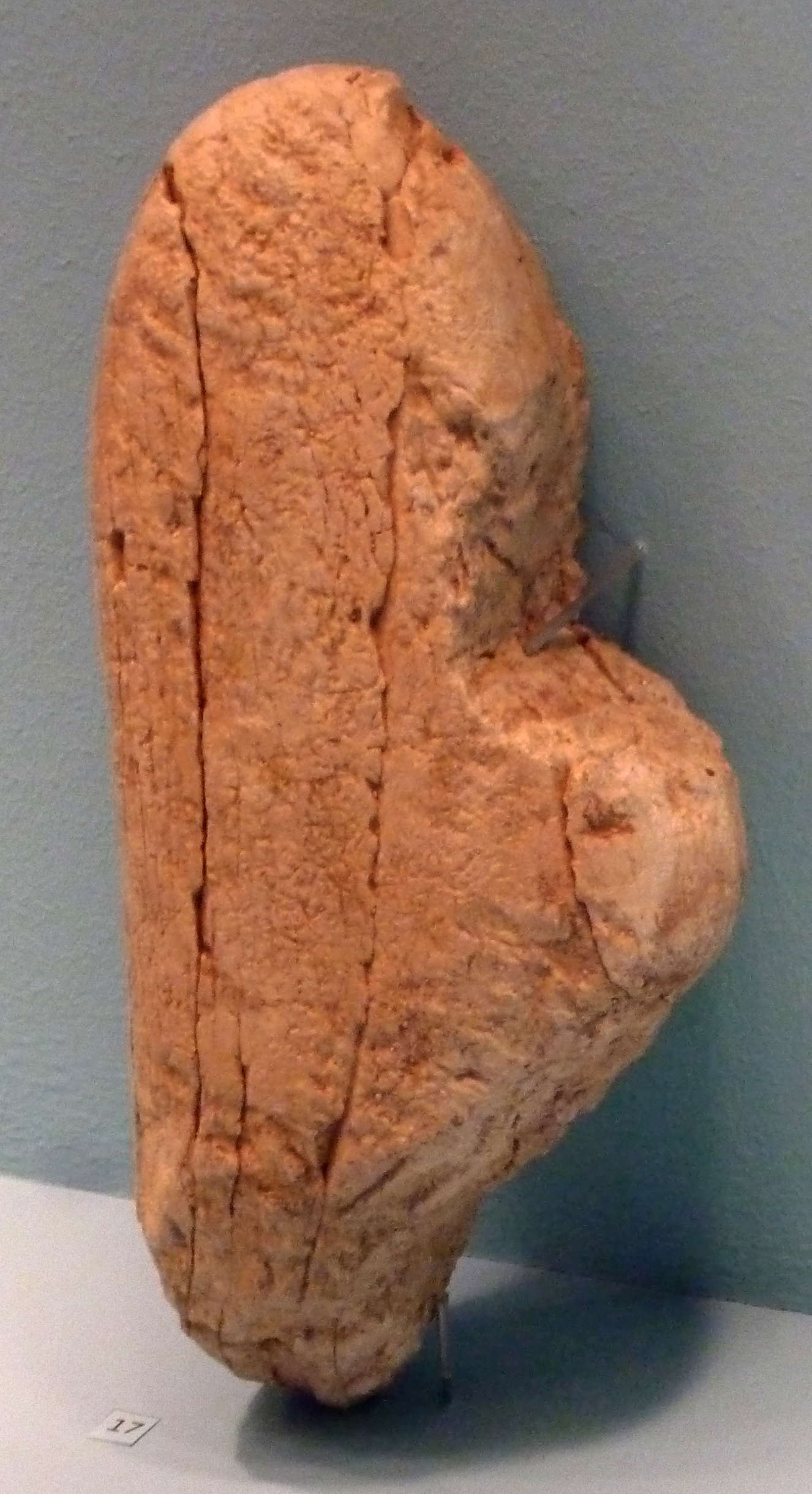
Kopie einer Venusfigurine aus Andernach, Elfenbein, Höhe: 20 cm, LVR-Landesmuseum Bonn

Die Venusfigurinen von Andernach sind 24 um 13400 v. Chr. im Magdalénien entstandene, stilisierte Frauenstatuetten. Der Fundort der Statuetten liegt am Hang des Martinsberges im Stadtgebiet von Andernach. Sie sind zwischen 4,4 und 20 cm hoch. Sie werden im Landesamt für Denkmalpflege Rheinland-Pfalz, Bodendenkmalpflege, Außenstelle Koblenz aufbewahrt.

## Grabungen von Andernach und Gönnersdorf
Der Fundort Andernach befindet sich ebenso wie der von Gönnersdorf im Neuwieder Becken. In Gönnersdorf, wo sich weitere 81.000 Artefakte fanden, wurden vergleichbare Statuetten gefunden. Statuetten und Ritzbilder des „Typs Gönnersdorf“, der sich durch eine bestimmte Art starker Stilisierung auszeichnet, wie er auch die Andernacher Werke kennzeichnet, wurden zwischen 13500 und 13000 v. Chr. beinahe gleichzeitig an vielen Stellen in Europa angefertigt. Sie reichen vom polnischen Fundort Wilczyce im Osten, im Westen bis zum englischen Church Hole in Nottinghamshire und zur nordspanischen Cueva del Linar. Der Typus ist nicht an ein bestimmtes Material gebunden und erscheint demzufolge als Gravur oder Skulptur auf der Grundlage von Elfenbein, Geweih und Knochen, verschiedener Steinarten und auch als Höhlenmalerei.
An der Grabungsstätte Gönnersdorf waren unter Leitung von Gerhard Bosinski zwischen 1968 und 1976 acht Grabungskampagnen durchgeführt worden. Am Ende stammten 16 Figurinen und gut 400 in Schieferplatten eingravierte Frauenbilder aus den Grabungen in Gönnersdorf, 20 Schieferbilder und 24 Figurinen aus Andernach. Das sind mehr Frauendarstellungen als sämtliche andere Fundstellen des europäischen Magdalénien zusammen aufweisen. Hinzu kommt eine große Zahl von Tierdarstellungen. Die regelmäßig wiederkehrenden Jäger-und-Sammler-Gruppen bevorzugten zunächst Andernach, trafen sich dann aber insbesondere in Gönnersdorf. Die Gruppen, die sich hier trafen, kamen aus dem Maasgebiet, vom Niederrhein und aus der Gegend um Mainz.